# Foddhoo
Foddhoo of Fodhdhoo is een van de bewoonde eilanden van het Noonu-atol behorende tot de Maldiven.
Voor de lokale bestuursverkiezingen behoort Foddhoo samen met de eilanden Holhudhoo en Velidhoo tot het district Velidhoo.
De belangrijkste economische activiteiten zijn metselen, kleinhandel, vervaardiging van touw en het weven van daken. Op het eiland bevindt zich een lagere school.

## Demografie
In maart 2007 telde Foddhoo 205 vrouwen (waarvan 81 jonger dan 18) en 209 mannen (waarvan eveneens 81 jonger dan 18).